# Palos Heights, Illinois
Palos Heights är en stad (city) i Cook County, i delstaten Illinois, USA. Enligt United States Census Bureau har staden en folkmängd på 12 567 invånare (2011) och en landarea på 9,8 km².